# Lupç i Epërm
Lupç i Epërm (albanisch auch Lupçi i Epërm oder selten Lupq/-i i Epërm, serbisch Горње Љупче Gornje Ljupče) ist ein Dorf im Norden des Kosovo und gehört zur Gemeinde Podujeva. Zu Deutsch heißt der Ort Obere Lupç.

## Geographie
Lupç i Epërm liegt 23 Kilometer südwestlich von Podujeva und grenzt an die Gemeinde Mitrovica e Jugut. Unter dem Dorf liegt Lupç i Poshtëm. Erreichen lässt sich die Ortschaft über die M-25 und einer Nebenstraße. Unweit verläuft der Fluss Lab. Umgeben ist der Ort von einem Wald.

## Bevölkerung

### Ethnien
Bei der Volkszählung 2011 wurden für Lupç i Epërm 275 Einwohner erfasst. Davon bezeichneten sich 274 (99,64 %) als Albaner, über 1 Einwohner konnten keine Angaben erfasst werden.
| Volkszählung | 1948 | 1953 | 1961 | 1971 | 1981 | 1991 | 2011 |
| ------------ | ---- | ---- | ---- | ---- | ---- | ---- | ---- |
| Einwohner    | 504  | 440  | 471  | 510  | 507  | 673  | 275  |

### Religion
2011 bekannten sich von den 275 Einwohnern 272 zum Islam, 1 als römisch-katholisch und über 2 konnten keine Angaben erfasst werden.